# Nazionale femminile di calcio della Costa d'Avorio
La nazionale di calcio femminile della Costa d'Avorio è la rappresentativa calcistica femminile internazionale dello Costa d'Avorio, gestita dalla locale federazione calcistica (FIF).
In base alla classifica emessa dalla FIFA il 15 marzo 2024, la nazionale femminile occupa il 71º posto del FIFA/Coca-Cola Women's World Ranking.
Come membro della Confédération Africaine de Football (CAF), partecipa a vari tornei di calcio internazionali, come al Campionato mondiale FIFA, alla Coppa delle nazioni africane femminile, ai Giochi olimpici estivi e ai tornei a invito. Oltre alla CAF, come le altre nazionali di calcio che rappresentano la Costa d'Avorio negli incontri internazionali, è membro della West Africa Football Union (WAFU), che raggruppa le federazioni dell'Africa occidentale. Il miglior risultato conseguito è rappresentato dalla partecipazione alla fase finale del campionato mondiale 2015.

## Storia
La nazionale ivoriana prese parte nel 1988 a un torneo a inviti organizzato dalla FIFA (Women's FIFA Invitational Tournament 1988), disputando così la sua prima partita ufficiale contro i Paesi Bassi, persa 3-0, e perdendo anche le altre due partite contro Canada e Cina. Negli anni successivi disputò alcune partite amichevoli e partecipò a tornei internazionali a invito, iniziando nei primi anni 2000 a partecipare alle gare di qualificazione ai principali tornei internazionali.
La nazionale ivoriana fece il suo esordio nella fase finale del campionato africano nel 2012, superando nelle qualificazioni prima la Guinea e poi il Mozambico. Sorteggiata nel gruppo B assieme a Nigeria, Camerun ed Etiopia, concluse al terzo posto in classifica grazie alla vittoria sulle etiopi nella prima partita, e venendo eliminata dal torneo. Due anni dopo le ivoriane conquistarono l'accesso alla fase finale del campionato africano per la seconda volta consecutiva, battendo, grazie alla regola dei gol fuori casa, le campionesse in carica della Guinea Equatoriale. Inserite nel gruppo A con Nigeria, Namibia e Zambia, le ivoriane conclusero al secondo posto, accedendo alla fase a eliminazione diretta. Dopo aver perso la semifinale contro il Camerun dopo i tempi supplementari, la Costa d'Avorio superò il Sudafrica nella finalina, concludendo il torneo al terzo posto e ottenendo, per la prima volta, la qualificazione alla fase finale del campionato mondiale.
Al campionato mondiale 2015, organizzato in Canada, la Costa d'Avorio venne sorteggiata nel gruppo B assieme a Germania, Norvegia e Thailandia. All'esordio al mondiale arrivò una netta sconfitta per 10-0 contro la Germania, seguita poi dalle sconfitte per 3-2 contro la Thailandia e per 3-1 contro la Norvegia, che segnarono l'eliminazione delle ivoriane dalla rassegna iridata.

## Partecipazione ai tornei internazionali
Legenda: Grassetto: Risultato migliore, Corsivo: Mancate partecipazioni

## Tutte le rose

### Campionato mondiale
Coppa del Mondo FIFA 20151 Saki, 2 F. Coulibaly, 3 D. Coulibaly, 4 Kpaho, 5 M. Diakité, 6 Akaffou, 7 Essoh, 8 Nrehy, 9 Niamien, 10 N'Guessan, 11 Elloh, 12 Guehai, 13 Tchetche, 14 Nahi, 15 Lohoues, 16 Thiamale, 17 Cissé, 18 B. Diakité, 19 Aby, 20 Haidara, 21 Aguie, 22 Kacou, 23 Djohore, CT: Touré

### Coppa d'Africa
Campionato africano femminile di calcio 20141 Saki, 2 F. Coulibaly, 3 D. Coulibaly, 4 Kpaho, 5 Diakité, 6 Akaffou, 7 Essoh, 8 Nrehy, 9 Esmei Amari, 10 N'Guessan, 11 Elloh, 12 Guehai, 13 Tchetche, 14 Nahi, 15 Lohoues, 16 Thiamale, 17 Cissé, 18 Nogbou, 19 Yassi, 20 Koutouan, 21 Djohore, CT: Touré